# Polonio
El polonio (latín: Polonium) es un elemento químico en la tabla periódica de los elementos cuyo símbolo es Po y su número atómico es 84. Se trata de un raro metaloide altamente radiactivo, químicamente similar al telurio y al bismuto, presente en minerales de uranio.

## Características
El polonio se disuelve con mucha facilidad en ácidos, pero es solo ligeramente soluble en bases. Está químicamente relacionado con el telurio y el bismuto. El polonio es un metal volátil, reducible al 50% tras 45 horas al aire a una temperatura de 54,8 °C (328 K). Ninguno de los 50 isotopos estimados del polonio es estable. Es extremadamente tóxico y altamente radiactivo. Se ha encontrado polonio en minerales de uranio, humo de tabaco y como contaminante. Todos los elementos a partir del polonio son significativamente radiactivos.Se encuentra en el grupo 16 y su número atómico es 84.

## Aplicaciones

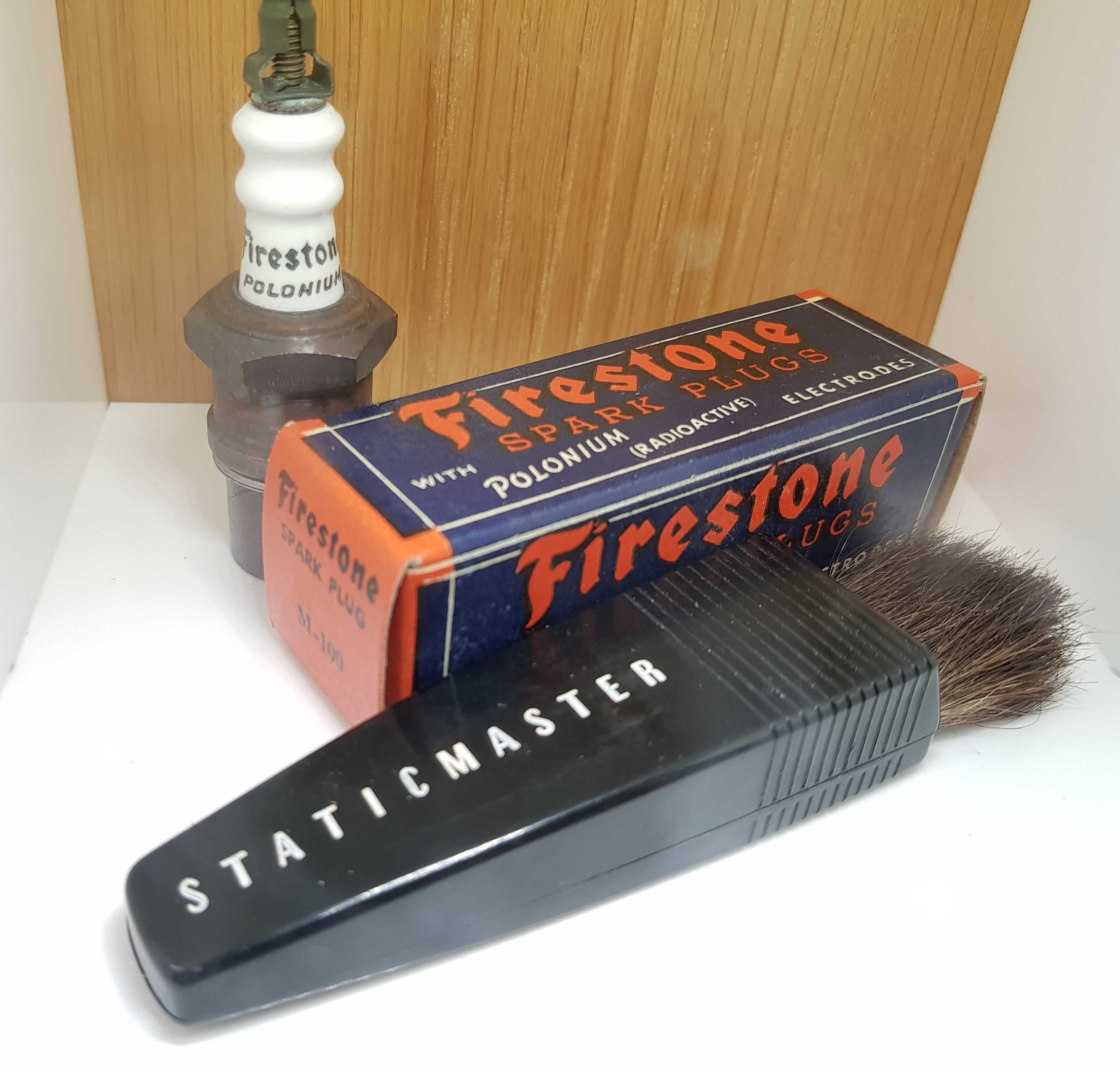
Bujía y eliminador de electricidad estática que usan polonio.

Mezclado o aleado con berilio, el polonio puede ser una fuente de neutrones, y fue utilizado como tal en la bomba atómica lanzada en Nagasaki, para producir en el breve lapso de la implosión (producida por el explosivo convencional TNT) un número suficiente de neutrones para desencadenar la reacción en cadena del plutonio, y la consiguiente explosión atómica.
Se utiliza también en dispositivos destinados a la eliminación de carga estática, en cepillos especiales para eliminar el polvo acumulado en películas fotográficas y también en fuentes de calor para satélites artificiales o sondas espaciales.

## Polonio-210
Este isótopo de polonio es un emisor alfa con un período de semidesintegración de 138,39 días. Un miligramo de 210Po emite tantas partículas alfa como 5 gramos de radio. Por ello libera gran cantidad de energía, alcanzando los dispositivos productores de calor (en los generadores termoeléctricos de radioisótopos o RTG, en inglés) una temperatura superior a los 750 K con tan solo medio gramo. Un único gramo de este isótopo genera 130 vatios de potencia calórica.[cita requerida]
El 210Po se ha utilizado como fuente ligera de calor para dar energía a las células termoeléctricas de algunos satélites artificiales y sondas lunares.

### Polonio-210 en el tabaco
La presencia de polonio en el humo de tabaco se conoce desde principios de los años 1960. Algunas de las empresas tabacaleras más importantes del mundo han investigado, sin éxito, formas de eliminar esta sustancia durante 40 años. Sin embargo, nunca publicaron los resultados.
El polonio-210 contenido en los fertilizantes fosfatados es absorbido por las raíces de plantas (como el tabaco) y almacenado en sus tejidos. Las plantas fertilizadas con fosfatos de roca contienen polonio-210, y la radiación alfa que emite se estima que causa alrededor de 11 700 muertes anuales en todo el mundo por cáncer de pulmón.

#### Efectos negativos
La ingesta o inhalación de una cantidad excesiva puede tener las mismas consecuencias que tuvo la radiación de Hiroshima, pero individualmente. Estos efectos se pueden notar a partir del tercer día, no son inmediatos.
Los primeros síntomas son la caída del pelo y las molestias gastrointestinales. A continuación, el hígado y los riñones fallan; se paralizan el metabolismo y la médula ósea.[cita requerida]
La muerte será por fallo multiorgánico. Si la exposición es reducida, solo pueden aparecer síntomas gastrointestinales.
Estos son los siguientes síntomas:
- Los efectos por exposición son fallos orgánicos, caída del cabello, dolores gástricos, daños de pulmón y riñones y fallo total del sistema inmune.
- Si la intoxicación es baja, los síntomas se atenúan hasta desaparecer en unos días.
- El tratamiento médico pasa por un quelante o compuesto químico que ayuda a expulsar el polonio 210 a través de las heces y la orina.[cita requerida]

## Historia

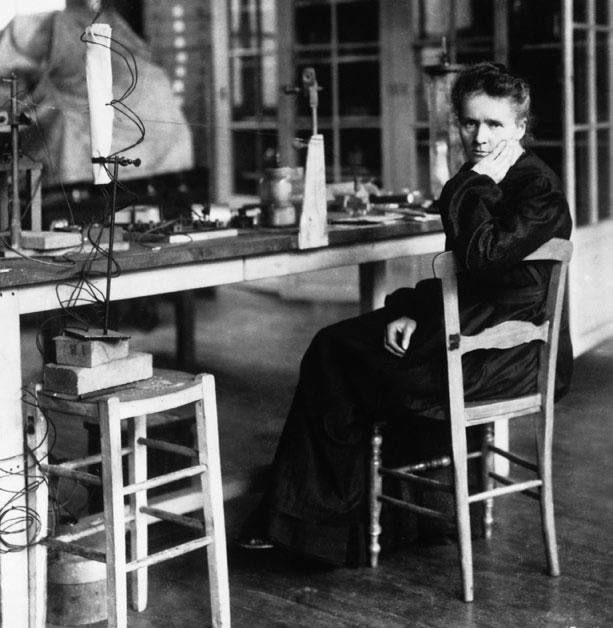
Marie Curie quería que el nuevo elemento químico, con el nombre de su país de origen, atrajese mayor atención a la falta de una Polonia soberana e independiente.

También conocido como Radio F, el polonio fue descubierto por Marie Curie-Skłodowska y Pierre Curie el 13 de julio de 1898, y fue posteriormente renombrado en honor a la tierra natal de Marie Curie, Polonia. En aquella época, Polonia no era un país independiente y se encontraba bajo el dominio de Rusia, Prusia y Austria, y Marie albergaba la esperanza de que este nombramiento le añadiría notoriedad. Fue el primer elemento cuyo nombre derivaba de una controversia política.
Fue el primer elemento descubierto por el matrimonio Curie mientras investigaban las causas de la radiactividad de la pechblenda. La pechblenda, tras eliminar el uranio y el radio, era incluso más radiactiva que estos elementos juntos. Esto les llevó a encontrar el nuevo elemento. El electroscopio lo mostró separándolo con bismuto.

## Obtención
Aunque es un elemento de procedencia natural, solo está presente en los minerales de uranio natural en razón de 100 microgramos por tonelada.
En 1934 se demostró que, cuando el bismuto natural (209Bi) es bombardeado con neutrones, se crea 210Bi, que se transforma mediante una desintegración beta en Polonio-210. Se puede crear polonio en cantidades de miligramos mediante este procedimiento, utilizando flujos de neutrones grandes, como los que se encuentran en los reactores nucleares.
El polonio es un elemento muy raro en la naturaleza debido a la corta vida media de todos sus isótopos. Siete isótopos se encuentran en trazas de radioisótopos como productos de desintegración:  210  Po,  214  Po y  218  Po ocurren en la cadena de desintegración de   238  U;  211  Po y  215  Po ocurren en la cadena de desintegración de   235  U;  212  Po y  216  Po ocurren en la cadena de desintegración de   232  Th. De estos,  210  Po es el único isótopo con una vida media superior a 3 minutos.
El polonio se puede encontrar en minerales de uranio en aproximadamente 0,1 mg por tonelada métrica (1 parte en 10  10 ), que es aproximadamente el 0,2% de la abundancia de radio. Las cantidades en la corteza terrestre no son dañinas. 
Dado que está presente en pequeñas concentraciones, el aislamiento del polonio a partir de fuentes naturales es un proceso tedioso. El mayor lote del elemento jamás extraído, realizado en la primera mitad del siglo XX, contenía sólo 40 Ci TBq  (9 mg) de polonium-210 y se obtuvo mediante el procesado de 37 toneladas de residuos de la producción de radio. El Polonio se obtiene usualmente irradiando bismuto con neutrones o protones de alta energía.
En 1934, un experimento mostró que cuando el   209  Bi natural es bombardeado con neutrones, se crea  210  Bi, que luego decae a  210  Po a través del decaimiento beta-menos. La purificación final se realiza piroquímicamente seguida de técnicas de extracción líquido-líquido. El polonio ahora se puede producir en cantidades de miligramos en este procedimiento que usa altos flujos de neutrones que se encuentran en reactores nucleares. Solo se producen alrededor de 100 gramos cada año, prácticamente todos en Rusia, lo que hace que el polonio sea extremadamente raro.
Este proceso puede causar problemas en basado en reactores nucleares refrigerados por metal líquido basados en eutéctico de plomo-bismuto, como los utilizados en la Armada soviética en los submarinos K-27. Se deben tomar medidas en estos reactores para hacer frente a la posibilidad no deseada de que se libere  210  Po del refrigerante.
Los isótopos de vida más larga del polonio,  208  Po y  209  Po, pueden formarse mediante protón o deuterón bombardeo de bismuto utilizando un  ciclotrón. Se pueden formar otros isótopos más inestables y deficientes en neutrones mediante la irradiación de platino con núcleos de carbono.

## Precauciones
El polonio es un elemento altamente tóxico (DL50 = 10 ng (inhalados) o 50 ng (ingeridos) en seres humanos), radiactivo y de peligroso manejo. Incluso en cantidades de microgramos, el manejo de 210Po, es muy peligroso y requiere de equipamiento especial utilizado bajo estrictos procedimientos de seguridad.

## Ejemplo de peligrosidad
En el 2006, el exespía ruso Aleksandr Litvinenko fue asesinado con 210Po, supuestamente debido a su investigación por el asesinato de la periodista Anna Politkóvskaya.[cita requerida]
Alexander Litvinenko fue empleado por el Centro Nacional de Inteligencia (CNI) español en una investigación sobre los posibles vínculos entre la mafia rusa y el presidente del país, Vladímir Putin. Según los diarios británicos Daily Mail y el Evening Standard, esta revelación la hizo Ben Emmerson, abogado de la esposa del fallecido, durante la audiencia preliminar para la investigación de la muerte en Londres del antiguo agente de la KGB, que fue envenenado con polonio 210 supuestamente vertido en una taza de té que bebió en el Hotel Mayfair durante una reunión con antiguos compañeros de los servicios de seguridad.[cita requerida] La misma fuente indica que Litvinenko también recibía pagos del MI6 británico.
Fuentes de CNI se rehusaron a confirmar o a desmentir esta revelación, alegando que la ley impide taxativamente decir si una persona, aunque esté muerta, fue o no una fuente, un miembro del servicio o un colaborador. No obstante, seis meses antes de morir envenenado, Litvinenko contactó a policías españoles para explicarles qué papel desempeñaban ciertos hombres de negocios involucrados con la mafia rusa. El exagente ruso dio algunas pistas sobre la importancia que tenían algunos jefes mafiosos y qué tipo de relaciones podían mantener con altas instancias del Estado ruso.[cita requerida]
Según una investigación de Al Jazeera de julio del 2012, también Yasir Arafat habría muerto envenenado con polonio 210.